# 天宁寺 (常州)
天宁禅寺位于中國江苏常州市天宁区，始建于唐代貞觀、永徽年间（公元627－655年），位于常州市内东门外，是江苏省文物保护单位，常州的主要旅游景点。
天宁寺现任方丈是廓尘法师。

## 历史
天宁寺始建于唐永徽年间，初名“光福寺”，开山祖师乃金陵牛头山幽栖寺的高僧法融禅师。北宋政和元年（1111年）改为今名。清乾隆皇帝六下江南，曾三次到天宁寺拈香顶礼，并亲笔题写了“龙城象教”匾额和“合相正三摩，光融西竺；众音超万有，界现南兰”的楹联。
天宁寺在文化大革命期间（1966-1976年）遭到严重破坏，塑于宋朝的大小菩萨全部被毁。改革开放后，1979年，常州市政府决定对天宁寺进行全面整修，并作为佛教活动场所开放。1981年1月，正式成立修复天宁禅寺委员会，以“修旧如故，恢复原样”的原则进行修复。1983年，天宁寺被国务院列为汉族地区佛教全国重点寺院。 
天宁寺尤以传戒大法会称著，为海内外佛门弟子所称道，素有“法会之盛，闻于遐迩；庄严妙胜，甲于东南”之美誉。天宁寺也吸引着千千万万的海内外游客前来参观。

## 建筑

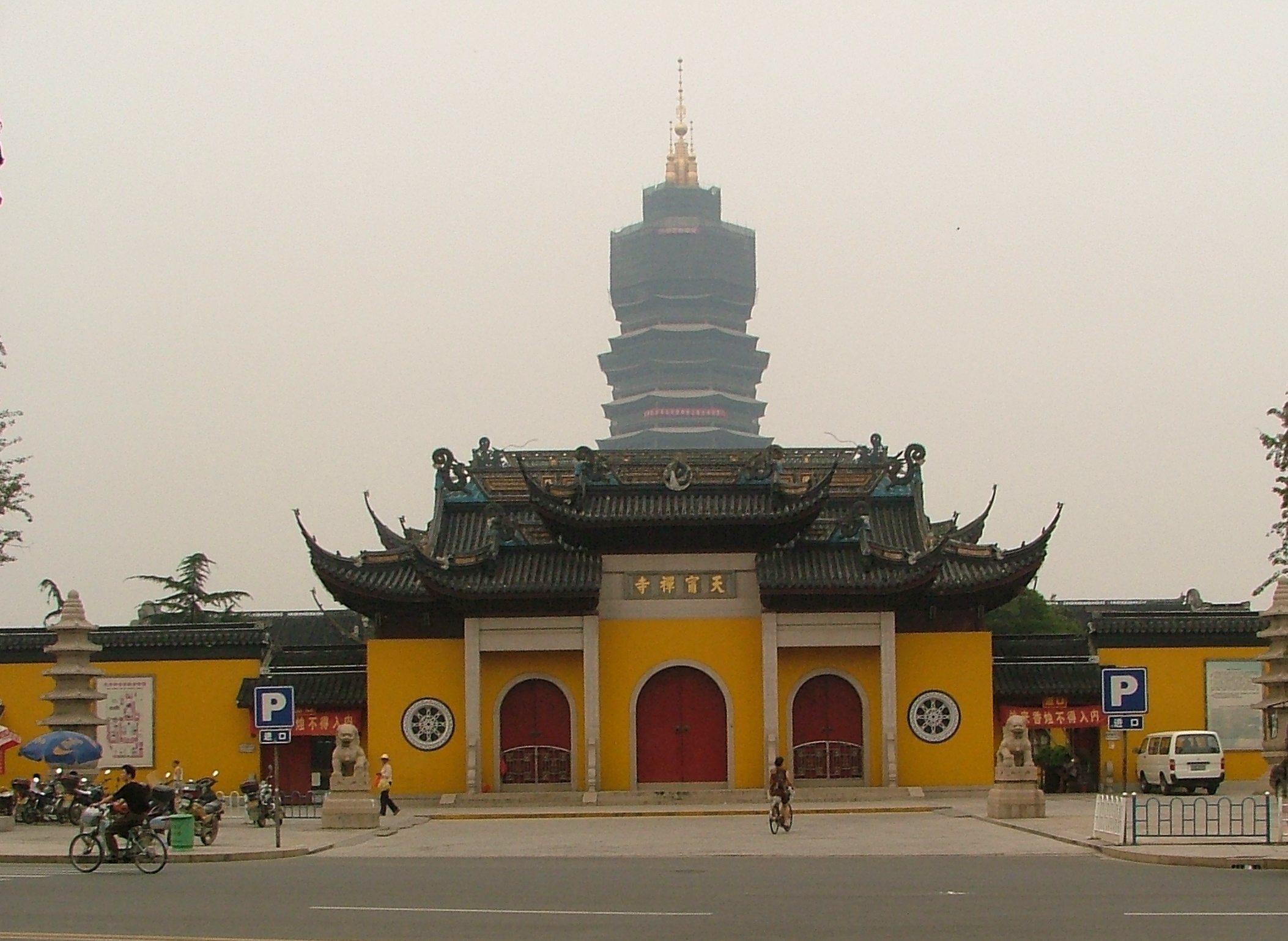
山门和建筑中的佛塔

天宁寺基广百亩，巍峨宏峻，被誉为“一郡梵刹之冠”。特点是五大：“殿大、佛大、钟大、鼓大、宝鼎大”。该寺主建筑有财神殿、山门、天王殿、大雄宝殿、文殊殿、普贤殿、观音殿、地藏殿、罗汉堂、学戒堂（佛学院）、功德堂、藏经楼、达摩阁、放生池等。
大雄宝殿前大院东西厢是罗汉堂，供奉500尊罗汉。天王殿为全国屈指可数的大殿，檐下挂有全国政协副主席、中国佛教协会会长、当代著名书法家赵朴初题写“天王殿”三个金光闪闪的大字巨匾。罗汉堂内，五百罗汉个个金身雄伟，神态各异，栩栩如生。大雄宝殿是全寺最大的佛殿，供奉三尊大佛，俗称“三世佛”即正中的释迦尼佛、东方世界药师琉璃光佛及西方极乐世界阿弥陀佛。大殿两侧墙上嵌有石刻罗汉像518幅，其艺术水平之高更为罕见，被视为寺中瑰宝。
2005年底常州在天宁寺后以仿古唐宋风格复建“天宁宝塔”的佛塔。建筑总面积27000平方米，共13层，呈八角形布局，总高达153.79米，为迄今中华佛塔之最高，亦是世界最高。塔林有2000多尊汉白玉小宝塔，塔身外饰5万块镌佛玉石，很大程度上成就了常州的“灵山大佛”——所谓见塔身如见佛祖身。